# Selección de fútbol de Eslovenia
La selección de fútbol de Eslovenia (en esloveno: Slovenska nogometna reprezentanca) es el equipo representativo del país en las competiciones oficiales. Su organización está a cargo de la Asociación de Fútbol de Eslovenia, perteneciente a la UEFA.
La selección de Eslovenia nació en 1991 tras el desmembramiento de Yugoslavia. Antes de ese evento, los jugadores eslovenos jugaban en la selección de fútbol de Yugoslavia.

## Historia

### Orígenes y años previos a la independencia (1921-1991)
Antes de la independencia de Eslovenia en 1991, la selección nacional de fútbol de Eslovenia existía sólo como un equipo regional, no reconocido oficialmente por la FIFA. El 23 de junio de 1921, Liubliana, la capital de Eslovenia, acogió un partido entre Francia y una selección de jugadores de clubes eslovenos. Uno de los invitados al partido fue el presidente en funciones de la FIFA, Jules Rimet, quien más tarde inauguró la primera Copa Mundial de la FIFA. El equipo francés ganó el partido 5-0 y, aunque el partido no fue oficial según los estándares internacionales, fue, al menos en Eslovenia, generalmente aceptado como la primera aparición internacional del equipo esloveno. En las décadas siguientes, Eslovenia jugó cuatro partidos amistosos no oficiales más: en 1956 contra China, en 1968 contra Austria, en 1990 contra Bosnia y Herzegovina y en 1991 contra Croacia.

### Independencia, primera victoria y primeras eliminatorias (1992-1998)
En 1992, un año después de la independencia de Eslovenia de Yugoslavia, la selección nacional fue admitida en la UEFA y la FIFA. El 3 de junio del mismo año, Eslovenia jugó su primer partido reconocido por la FIFA, un partido amistoso contra Estonia en Tallin. El partido terminó con un empate 1-1 y el primer gol oficial lo marcó Igor Benedejčič y el primer entrenador fue Bojan Prašnikar. El 7 de abril de 1993, los dos equipos jugaron otro amistoso, y esta vez Eslovenia logró su primera victoria internacional al ganar el partido 2-0.
En 1994, dirigidos por Zdenko Verdenik, Eslovenia debutó en competiciones oficiales cuando el equipo participó en las eliminatorias de la Eurocopa 1996. Eslovenia fue encuadrada en el Grupo 4 y terminó en quinto lugar de seis equipos, con once puntos. En el partido inaugural de las eliminatorias, Eslovenia empató 1-1 en casa contra Italia, finalista de la Copa del Mundo de 1994. En las eliminatorias para la Copa del Mundo de 1994, Eslovenia fue agrupada junto con Dinamarca, Croacia, Grecia y Bosnia y Herzegovina, Eslovenia terminó en último lugar, registrando sólo un punto en ocho partidos.

### Generación Dorada (1998-2002)

#### Clasificación a la Eurocopa 2000
En julio de 1998, Srečko Katanec fue nombrado nuevo entrenador del seleccionado esloveno. Bajo su dirección, Eslovenia terminó la clasificación para la Eurocopa 2000 en segundo lugar, sólo detrás de Noruega. Zlatko Zahovič marcó ocho de los doce goles de Eslovenia en la fase de clasificación. En los playoffs adicionales, Eslovenia se enfrentó a Ucrania. El partido de ida se jugó en Liubliana, que Eslovenia ganó 2-1 tras ir perdiendo un gol. Zahovič anotó el primer gol de Eslovenia y Milenko Ačimovič anotó un gol al final del partido para darle el triunfo a su país por 2-1. El segundo partido se jugó en Kiev. Serhiy Rebrov anotó de penalti en el minuto 68 para darle ventaja a Ucrania, mientras que Eslovenia empató ocho minutos después con un gol de Miran Pavlin. El empate 1-1 significó un 3-2 en el global, dando así la clasificación a los eslovenos para su primer gran torneo.

#### Eurocopa 2000

Once titular esloveno en su debut frente a la Rep. Fed. Yugoslavia

En la Eurocopa 2000, Eslovenia quedó encuadrada en el Grupo C, junto con España, la Rep. Fed. Yugoslavia y Noruega. En su debut, Eslovenia jugó contra Yugoslavia, tomando una ventaja de 3-0 después de una hora de juego, con Zahovič anotando dos goles y Pavlin uno. Sin embargo, Yugoslavia se recuperó al anotar tres goles en sólo seis minutos para un marcador final de 3-3, jugando con sólo diez jugadores después de que Siniša Mihajlović fuera expulsado cuando el marcador todavía era 3-0 para Eslovenia. El segundo partido contra España se jugó en Ámsterdam. España tomó una ventaja de 1-0 con un gol de Raúl, pero Eslovenia empató después de una hora de juego cuando Zahovič anotó su tercer gol del torneo. Sólo un minuto después, España volvía a tomar ventaja cuando Joseba Etxeberria anotó el gol de la victoria. En la última ronda de la fase de grupos, Eslovenia se enfrentó a Noruega y todavía tenía posibilidades de pasar a los cuartos de final. El partido terminó en empate sin goles y Eslovenia ganó su segundo punto del torneo, pero fue eliminada.
| Selección            | Pts | PJ | PG | PE | PP | GF | GC | Dif |
| -------------------- | --- | -- | -- | -- | -- | -- | -- | --- |
| España               | 6   | 3  | 2  | 0  | 1  | 6  | 5  | 1   |
| Rep. Fed. Yugoslavia | 4   | 3  | 1  | 1  | 1  | 7  | 7  | 0   |
| Noruega              | 4   | 3  | 1  | 1  | 1  | 1  | 1  | 0   |
| Eslovenia            | 2   | 3  | 0  | 2  | 1  | 4  | 5  | −1  |

| 13 de junio de 2000, 20:45 | República Federal de Yugoslavia   | 3:3 (0:1) | Eslovenia                     | Estadio del País de Charleroi, Charleroi                       |                                                                |
| | Milošević 67', 73' · Drulovic 70' |           | Zahovič 23', 57' · Pavlin 52' | Asistencia: 20 000 espectadores Árbitro(s): Vitor Melo Pereira | Asistencia: 20 000 espectadores Árbitro(s): Vitor Melo Pereira |
| Debut absoluto de la República Federal de Yugoslavia y de Eslovenia en una Eurocopa Savo Milošević y Zlatko Zahovič marcaron, respectivamente, el primer gol de sus selecciones en la competición. |                                   |           |                               |                                                                |                                                                |

| 18 de junio de 2000, 18:00 | Eslovenia   | 1:2 (0:1) | España                            | Amsterdam Arena, Ámsterdam                              |                                                         |
|                            | Zahovič 59' |           | Raúl González 4' · Etxeberria 60' | Asistencia: 45 000 espectadores Árbitro(s): Markus Merk | Asistencia: 45 000 espectadores Árbitro(s): Markus Merk |

| 21 de junio de 2000, 18:00 | Eslovenia | 0:0 | Noruega | Gelredome, Arnhem                                       |  |
|                            |           |     |         | Asistencia: 35 000 espectadores Árbitro(s): Graham Poll |  |

#### Clasificación a Corea y Japón 2002
Para las eliminatorias de la Corea y Japón 2002, Eslovenia quedó incluida en un grupo con Rusia, la República Federativa de Yugoslavia, Suiza, las Islas Feroe y Luxemburgo. En sus primeros cinco partidos, Eslovenia hizo su debut con un decepcionante empate ante las Islas Feroe, para luego obtener una victoria por 1-2 sobre Luxemburgo; sin embargo, encadeno una serie de empates con sus siguientes rivales. En los siguientes cinco partidos, Eslovenia obtuvo sendas victorias sobre sus rivales, incluida una victoria de último minuto sobre Rusia; Eslovenia terminó en segundo lugar, invicto, lo que le permitió avanzar a la fase de playoffs.[19] En los playoffs, Eslovenia se enfrentó a Rumanía. Remontaron un gol en contra para ganar el primer partido 2-1 con los goles de Ačimovič en la primera mitad y Milan Osterc en la segunda mitad. En el partido de vuelta en Bucarest, Eslovenia se adelantó con un gol de Mladen Rudonja. El resultado final fue 1-1 y Eslovenia se clasificó para su segundo gran torneo consecutivo y su primera Copa del Mundo.

#### Copa del Mundo 2002
En el Mundial, Eslovenia quedó encuadrada en el Grupo B junto a España, Paraguay y Sudáfrica. En el primer partido, Eslovenia se enfrentó a España por segunda vez consecutiva en un gran torneo, tras haber perdido el partido anterior en la Eurocopa 2000. España se adelantó en la primera parte con el gol de Raúl. Juan Carlos Valerón anotó el segundo gol de España 15 minutos antes del tiempo completo para una ventaja de 2-0. Unos minutos más tarde, Sebastjan Cimirotič anotó el primer gol de Eslovenia en una Copa del Mundo para reducir el marcador a 2-1, antes de que Fernando Hierro anotara en el minuto 87 para el marcador final de 3-1. Del partido se destacó por el conflicto entre el entrenador Katanec y el jugador estrella Zahovič, después del cual Katanec anunció su retiro después del torneo, mientras que Zahovič fue expulsado del equipo y enviado a casa. Eslovenia perdió los dos partidos restantes contra Sudáfrica (1-0) y Paraguay (3-1) y terminó último en el grupo con tres derrotas.
| Selección | Pts | PJ | PG | PE | PP | GF | GC | Dif |
| --------- | --- | -- | -- | -- | -- | -- | -- | --- |
| España    | 9   | 3  | 3  | 0  | 0  | 9  | 4  | 5   |
| Paraguay  | 4   | 3  | 1  | 1  | 1  | 6  | 6  | 0   |
| Sudáfrica | 4   | 3  | 1  | 1  | 1  | 5  | 5  | 0   |
| Eslovenia | 0   | 3  | 0  | 0  | 3  | 2  | 7  | −5  |

| 2 de junio, 20:30                                                  | España                                     | 3:1 (1:0) | Eslovenia     | Estadio Mundialista, Gwangju                                |                                                             |
|                                                                    | Raúl 44' · Valerón 74' · Hierro 87' (pen.) | Reporte   | Cimirotič 82' | Asistencia: 28 598 espectadores Árbitro(s): Mohamed Guezzaz | Asistencia: 28 598 espectadores Árbitro(s): Mohamed Guezzaz |
| Sebastjan Cimirotič marcó el primer gol de Eslovenia en Mundiales. |                                            |           |               |                                                             |                                                             |

| 8 de junio, 15:30                           | Sudáfrica   | 1:0 (1:0) | Eslovenia | Estadio Mundialista, Daegu                                |                                                           |
|                                             | Nomvethe 4' | Reporte   |           | Asistencia: 47 226 espectadores Árbitro(s): Ángel Sánchez | Asistencia: 47 226 espectadores Árbitro(s): Ángel Sánchez |
| Primera victoria de Sudáfrica en Mundiales. |             |           |           |                                                           |                                                           |

| 12 de junio, 20:30 | Eslovenia      | 1:3 (1:0) | Paraguay                           | Estadio Mundialista, Seogwipo                                 |                                                               |
|                    | Ačimovič 45+1' | Reporte   | Cuevas 65', 84' · Jorge Campos 73' | Asistencia: 30 176 espectadores Árbitro(s): Felipe Ramos Rizo | Asistencia: 30 176 espectadores Árbitro(s): Felipe Ramos Rizo |

### Decadencia (2003-2007)
Tras la dimisión de Katanec, Prašnikar se hizo cargo del equipo con un contrato de cuatro años. El equipo varios cambios de suma importancia, donde jugadores clave de la clasificación para la Eurocopa y Mundial se retiraron de la selección.
En la fase de clasificación para la Eurocopa 2004, Eslovenia fue agrupada con Francia, Israel, Chipre y Malta. El equipo terminó en segundo lugar con cuatro victorias en ocho partidos, sin embargo, perdió ambos partidos contra Francia sin marcar ningún gol. En los playoffs, Eslovenia se enfrentó a su mayor rival, Croacia. El partido de ida se jugó en Zagreb, donde Croacia tomó la delantera cuando Dado Pršo anotó un gol en el minuto cinco, mientras que Eslovenia empató en el minuto 22 con un gol de Ermin Šiljak, para el marcador final de 1-1. En el partido de vuelta, Pršo marcó el único gol del partido a los 15 minutos del segundo tiempo.[29] Croacia se clasificó para la Eurocopa 2004 con un marcador global de 2-1, y Eslovenia no pudo clasificarse para su tercer gran torneo consecutivo. Šiljak anotó un total de nueve goles en toda la campaña, convirtiéndose así en el máximo goleador de todo el torneo de clasificación de la UEFA.
En mayo de 2004, Prašnikar fue sustituido por Branko Oblak. Bajo la dirección de Oblak, Eslovenia jugó las eliminatorias para la Copa del Mundo 2006. Agrupado con Italia, Noruega, Escocia, Bielorrusia y Moldavia, Eslovenia comenzó con victorias sobre Moldavia e Italia y un empate ante Escocia, pero aun así terminó en cuarto lugar, asegurando sólo cinco puntos en los siete partidos restantes. Con la victoria sobre Italia, Eslovenia se convirtió en el único equipo que venció a los eventuales campeones del mundo, ya que Italia no perdió ni un partido más durante toda la campaña (clasificatorias y el torneo principal).
Oblak aun se encontraba al mando de Eslovenia cuando comenzaron las eliminatorias para la Eurocopa 2008. Agrupado con Países Bajos, Rumanía, Bulgaria, Bielorrusia, Albania y Luxemburgo, Eslovenia empezó con derrotas ante Bulgaria y Bielorrusia, reduciendo así significativamente sus posibilidades de clasificarse, y como resultado, en noviembre de 2006, Oblak fue despedido por la Asociación de Fútbol de Eslovenia. Durante sus dos años como entrenador, Oblak probó con más de cuarenta jugadores diferentes.
En enero de 2007, Matjaž Kek fue nombrado nuevo director técnico. Lideró a Eslovenia en el resto de las eliminatorias para la Eurocopa 2008, donde Eslovenia terminó en sexto lugar, sólo por encima de Luxemburgo.

### Vuelta a un Mundial (2008-2011)

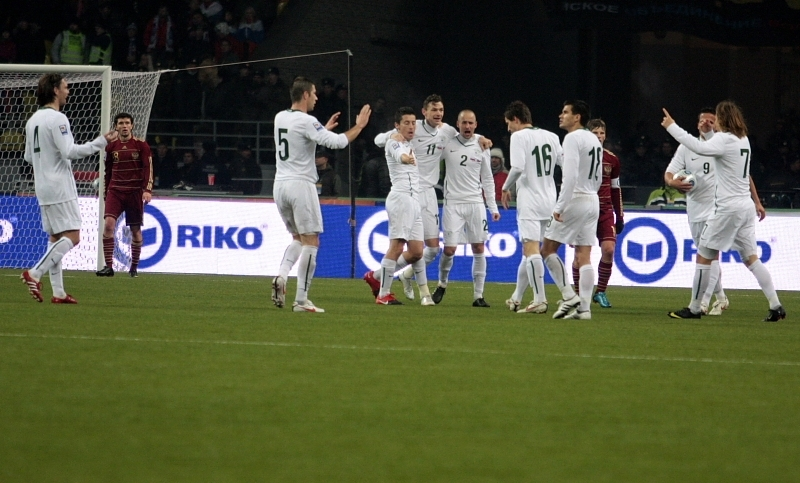
Seleccionados eslovenos celebrando el gol de Nejc Pečnik ante Rusia para poner el 1-1 definitivo en los playoffs para la Copa del Mundo de 2010.

Para las eliminatorias de Sudáfrica 2010, Eslovenia quedó encuadrada en un grupo con la República Checa, Polonia, Irlanda del Norte, Eslovaquia y San Marino. En su primer partido, Eslovenia empató 1-1 con Polonia en Breslavia, antes de ganar dos partidos consecutivos en casa contra Eslovaquia e Irlanda del Norte, respectivamente. Luego, Eslovenia ganó sólo un punto en los dos partidos contra la República Checa y perdió ante Irlanda del Norte, por lo que cayó al quinto lugar del grupo. Sin embargo, el equipo mejoró mucho su forma y ganó los últimos cuatro partidos sin encajar un solo gol. Tras quedar segundo en su grupo, disputó el partido de repesca ante Rusia. El partido de ida se jugó en Moscú, el cual, terminó con una victoria por 2-1 para el equipo local, con Nejc Pečnik anotando un gol crucial para Eslovenia al final del juego. En el partido de vuelta, celebrado en Maribor, Eslovenia derrotó a Rusia 1-0 con un gol de Zlatko Dedić, clasificando así, a su segundo mundial con un marcador global de 2-2 debido a la regla de los goles a domicilio. El máximo goleador de la selección durante la campaña de clasificación fue Milivoje Novaković con cinco goles.
En dicho torneo, la selección eslovena quedó emparejada en el Grupo C junto a las selecciones de Argelia, Estados Unidos e Inglaterra. Su debut en el torneo se produjo el 13 de junio de 2010 frente a Argelia comenzando de la mejor manera posible, ya que el equipo esloveno ganó 0-1 con gol de Robert Koren gracias a un enorme fallo del portero argelino Chaouchi. En su segundo partido del grupo empató frente a Estados Unidos a 2 goles, a pesar de ir ganando por 2-0 al final de la primera parte, siendo Valter Birsa y Zlatan Ljubijankič los goleadores eslovenos. Perdieron el tercer partido frente a Inglaterra por 0-1, y tras la victoria de Estados Unidos ante Argelia quedaron eliminados del torneo. Finalmente, Eslovenia quedaría 3.ª de grupo y 18.ª en la clasificación general de la Copa Mundial de Fútbol de 2010.

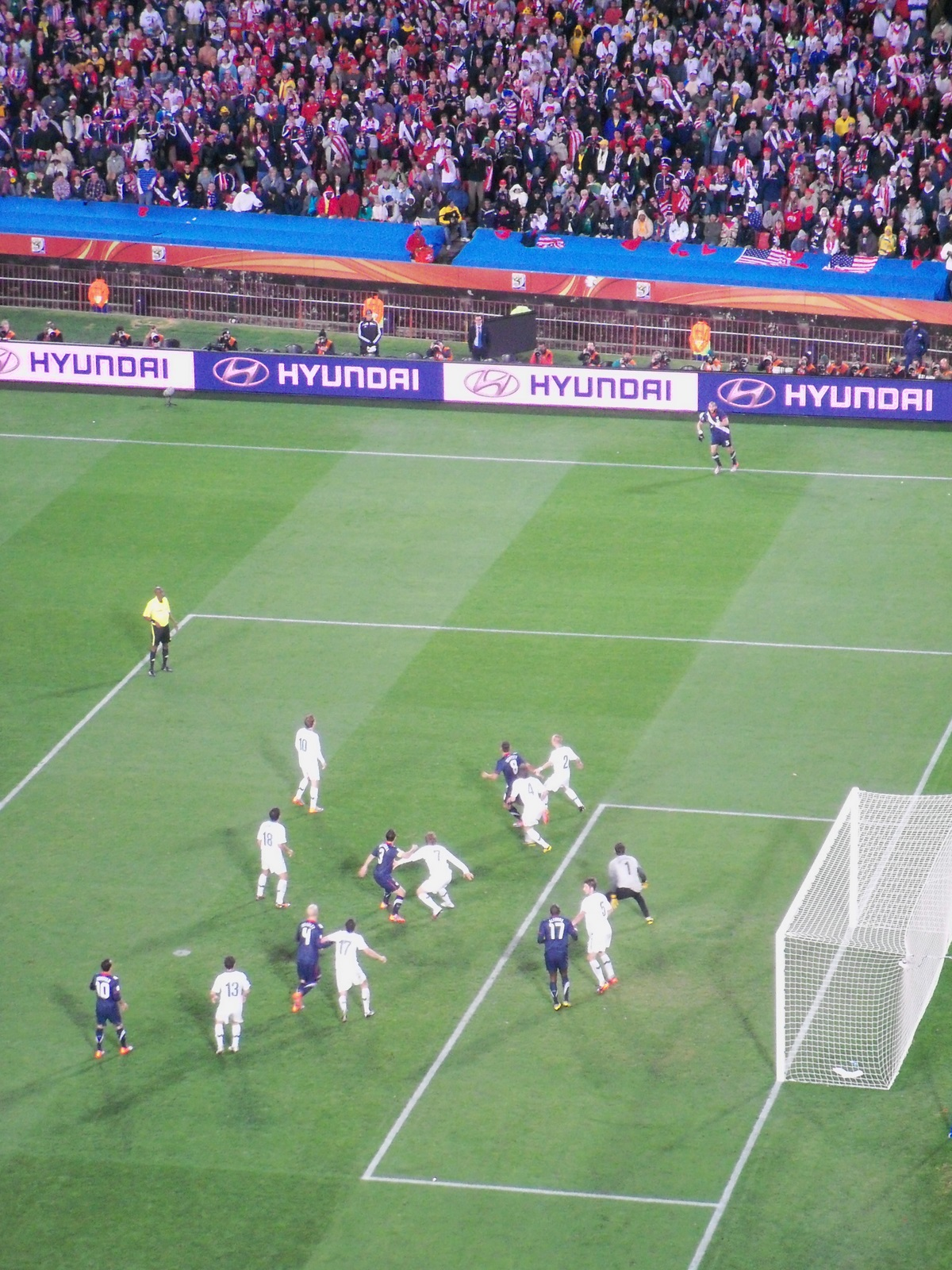
Eslovenia contra Estados Unidos en Sudáfrica 2010

Después de la cita mundialista, Eslovenia logró su posición más alta en el ranking FIFA, ya que el equipo ocupó el puesto 15 en octubre de 2010. Sin embargo, Eslovenia comenzó la clasificación para la Eurocopa 2012 con una inesperada derrota en casa contra Irlanda del Norte. Dos derrotas contra Italia y otra inesperada derrota en casa, esta vez contra Estonia; dichas derrotas, significaron que Eslovenia terminó sólo en el cuarto lugar del grupo, detrás de Italia, Estonia y Serbia.

### Segunda era de Katanec y cambios en el equipo (2011-2018)
En octubre de 2011, la AFE nombró a Slaviša Stojanović como nuevo entrenador. Lideró al equipo en sólo nueve partidos, incluidos los primeros cuatro partidos de las eliminatorias para la Copa del Mundo del 2014, donde Eslovenia registró una victoria y tres derrotas. Fue despedido a finales de 2012 y reemplazado por Katanec, quien anteriormente había dirigido el equipo entre 1998 y 2002. Bajo su liderazgo, Eslovenia perdió en casa ante Islandia, antes de ganar cuatro partidos consecutivos para terminar tercero en el grupo, dos puntos detrás de Islandia. En la fase de clasificación para la Eurocopa 2016, Eslovenia estuvo cerca de clasificarse directamente a un torneo internacional por primera vez; sin embargo, perdió un partido decisivo ante Suiza. Eslovenia ganaba 2-0 con menos de 15 minutos para el final, pero el equipo suizo remonto para ganar 3-2. Como terminaron terceros, Eslovenia avanzó a los playoffs, donde fue eliminada por Ucrania por 3-1 en el global. Las eliminatorias para la Copa del Mundo de 2018 fueron similares a las anteriores, ya que Eslovenia perdió por poco dos partidos decisivos a domicilio contra Eslovaquia e Inglaterra. Tras la derrota en Wembley, donde Harry Kane marcó el único gol del partido en el minuto 94, Katanec anunció su dimisión como entrenador. En diciembre de 2017, Tomaž Kavčič se convirtió en el nuevo director.
En 2018, Eslovenia participó en la edición inaugural de la UEFA Nations League. De acuerdo con el ranking FIFA, fue agrupada en la Liga C junto a Bulgaria, Chipre y Noruega. Después de una mala racha de resultados, en la que Eslovenia sólo obtuvo un punto en los primeros cuatro partidos, Kavčič fue despedido. Se convirtió en el entrenador con el mandato más corto en la historia de Eslovenia, liderando al equipo en sólo siete partidos. Como Eslovenia terminó último en el grupo, se suponía que descendería a la Liga D, pero la UEFA cambió el sistema para la siguiente edición y el equipo permaneció en la Liga C.

### La segunda etapa de Kek, el ascenso a la Nations League y la Eurocopa 2024 (2019-Actualidad)

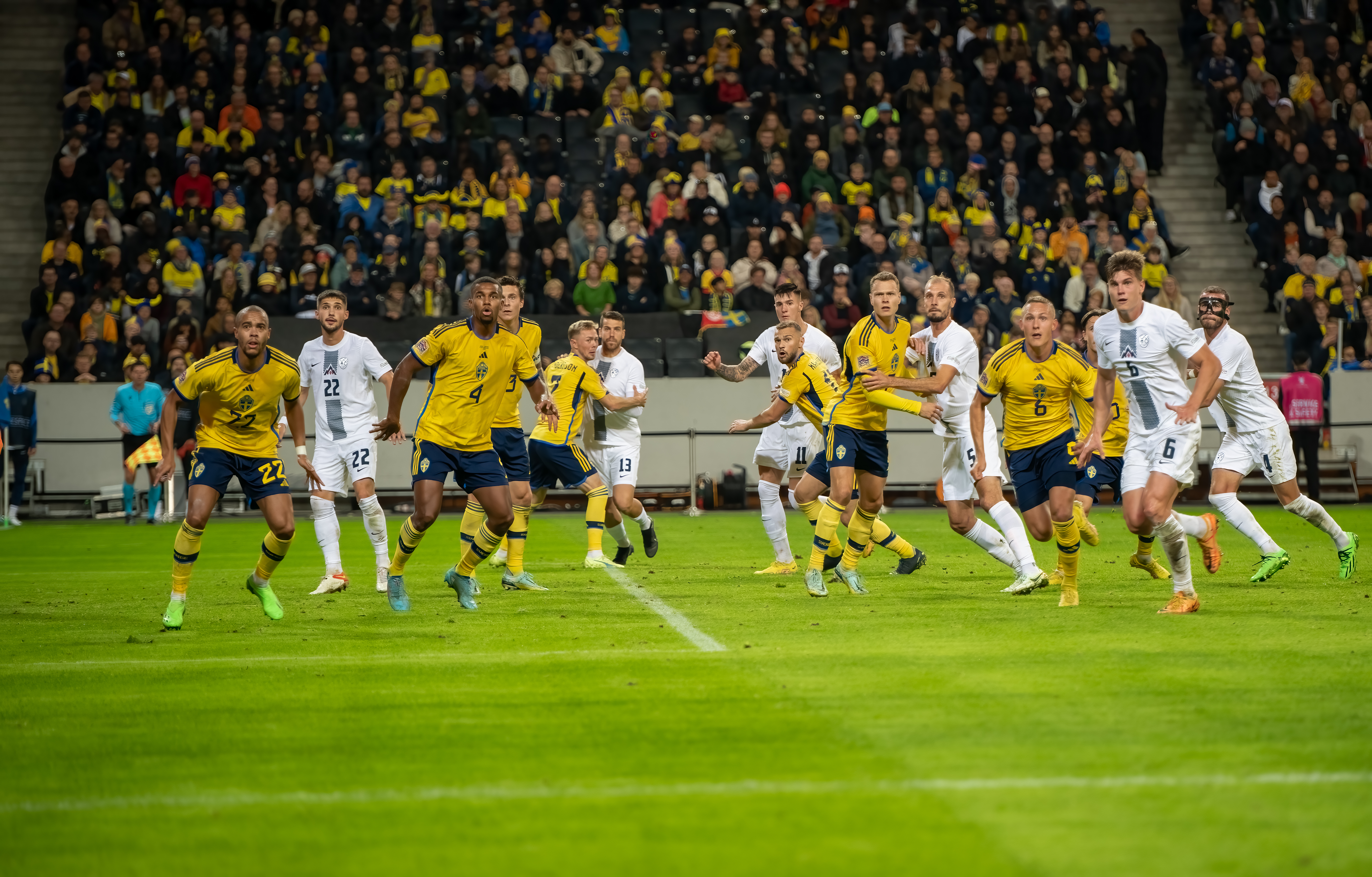
Eslovenia contra Suecia, por su estadía en la Liga B de la Liga de las Naciones

Kek fue nombrado entrenador por segunda vez en noviembre de 2018. Eslovenia no logró avanzar durante las eliminatorias de la Eurocopa 2020, perdiendo ambos partidos contra Austria y obteniendo solo un punto ante Macedonia del Norte. A pesar de la inesperada victoria en casa por 2-0 contra Polonia, Eslovenia terminó cuarta en el grupo. Sin embargo, en la Liga C de la UEFA 2020-21, Eslovenia se mantuvo invicta en los seis partidos contra Grecia, Moldavia y Kosovo. Bajo el liderazgo de Jan Oblak, Eslovenia empató 0-0 con Grecia en ambos partidos y también obtuvo los doce puntos disponibles contra Moldavia y Kosovo, asegurando así el primer lugar del grupo y el ascenso a la Liga B para la temporada 2022-23. En las eliminatorias para la Copa del Mundo del 2022, Eslovenia una vez más no logró clasificarse para una cita mundialista. Comenzaron la campaña con una victoria en casa por 1-0 contra Croacia con un gol de Sandi Lovrić, que fue la primera victoria de Eslovenia sobre sus rivales vecinos después de no poder vencerlos en los ocho partidos oficiales anteriores. Después de dos derrotas estrechas contra Rusia y una sorprendente derrota ante Chipre, Eslovenia terminó cuarta en el grupo con cuatro victorias en diez partidos, detrás de Croacia, Rusia y Eslovaquia.
En 2022, Eslovenia hizo su primera aparición en la Liga B de la Liga de las Naciones y evitó el descenso tras terminar tercero en un grupo con Serbia, Noruega y Suecia. Benjamin Šeško anotó tres de los seis goles de Eslovenia en la competición,  incluido un gol en el decisivo empate 1-1 ante Suecia que aseguró un punto crucial en la última jornada.
En las eliminatorias parala Eurocopa 2024, Eslovenia finalmente puso fin a su sequía sin clasificar a un torneo internacional,  al acceder a una Eurocopa por primera vez en 24 años. Šeško volvió a ser uno de los jugadores clave, anotando cinco goles en nueve apariciones, incluido un gol en el decisivo partido en casa contra Kazajistán en la última jornada, que Eslovenia ganó 2-1 frente a 16.432 espectadores, rompiendo un récord de asistencia a domicilio. El equipo terminó la fase de clasificación en segundo lugar, sólo detrás de Dinamarca, con un récord de 22 puntos en 10 partidos. Además, también fue la primera vez que Eslovenia se clasificó directamente para un torneo importante sin tener que jugar los playoffs.

## Estadio

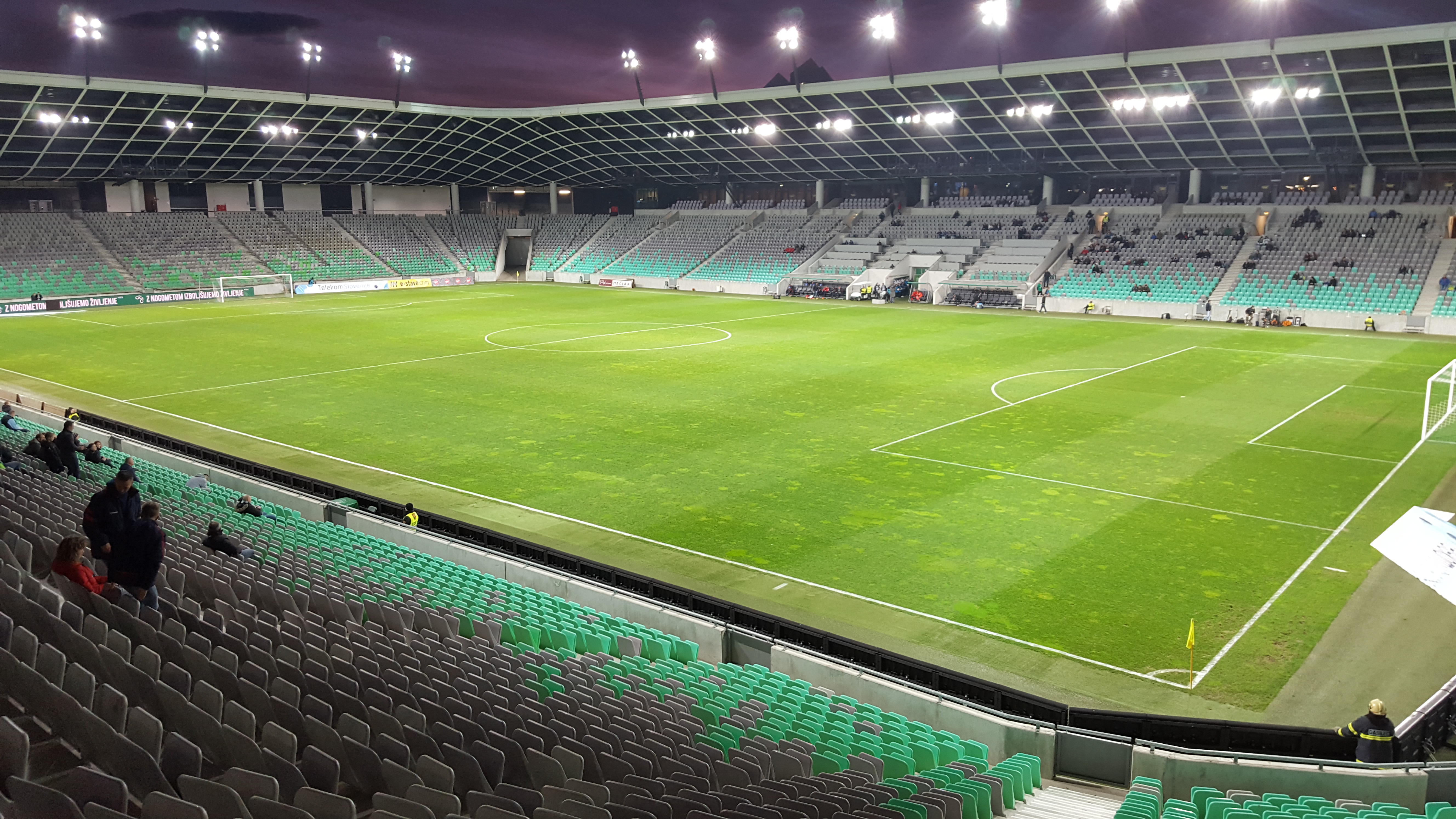
Estadio Stožice, el estadio principal de Eslovenia en competiciones oficiales.

Los partidos en casa de Eslovenia se han celebrado en diez sedes de ocho ciudades. Desde 2010, la mayoría de los partidos se han jugado en Liubliana en el Estadio Stožice, con una capacidad de 16.038 asientos. Los entrenamientos y la preparación física del equipo antes de los partidos nacionales se llevan a cabo en el Centro Nacional de Fútbol Brdo en Predoslje.
El primer estadio local de Eslovenia fue el Bežigrad Stadium, ubicado en el distrito de Bežigrad en Liubliana. Fue el estadio principal de la selección hasta 2004, cuando la UEFA lo prohibió por falta de infraestructura. Ese mismo año, el recién construido Arena Petrol en Celje se convirtió en la nueva sede principal del equipo durante los siguientes tres años. Para las eliminatorias para la Copa del Mundo de 2010, Eslovenia se mudó al renovado Estadio Ljudski vrt en Maribor, donde el equipo permaneció invicto en sus seis partidos en casa durante las eliminatorias (cinco victorias y un empate), clasificándose en consecuencia para la cita mundialista. Stožice se construyó en 2010 y desde entonces el lugar ha albergado la mayoría de los partidos en casa de la selección nacional. El lugar también tiene el récord de mayor asistencia en casa de la selección, ya que 16.432 espectadores se reunieron para el partido final de las eliminatorias de la Eurocopa 2024 contra Kazajistán el 20 de noviembre de 2023, en el que Eslovenia se clasificó para la Eurocopa de 2024.
Otros lugares donde Eslovenia jugó al menos un partido en casa son el Estadio SRC Bonifika en Koper, el Estadio de la Ciudad de Fazanerija en Murska Sobota, el Parque deportivo Domžale en Domžale, el Parque deportivo Nova Gorica en Nova Gorica, el Estadio Stanko Mlakar en Kranj y el Estadio ŽŠD Liubliana en Liubliana.

## Uniforme
Aunque la bandera nacional sigue los colores pan-eslavos, (azul, rojo y blanco) los colores adoptados por la Asociación de Fútbol de Eslovenia es el blanco y verde. Una de las razones alegadas es que el color verde se considera el color de la independencia eslovena, ya que este era el color predominante de los principales partidos separatistas. También es el color más utilizado por los clubes eslovenos y también es el color de Tilia, el árbol nacional de Eslovenia.
En 2009, una nueva directiva de la AFE optó inmediatamente por un cambio de color. En diciembre de 2009, la junta votó para cambiar los colores de la camiseta a blanco para los partidos en casa y azul para los partidos fuera de casa. Los nuevos colores entraron en vigor en abril de 2012, cuando Nike presentó los nuevos uniformes para el hogar. La camisa era toda blanca con detalles en azul y verde. El nuevo kit alternativo, que se presentó unos meses antes, era todo azul con un borde verde y blanco. En marzo de 2016, se dieron a conocer los nuevos kits con la variación totalmente verde que regresó como un kit de respaldo, mientras que el kit azul claro se convirtió en un kit de local.
En los torneos de la Copa Mundial del 2002 y 2010, la equitación eslovena incluía una forma de montaña abstracta, una representación estilizada de Triglav, la montaña más alta del país, presente en otros uniformes, así como una forma de identidad.
| Primera equipación | (Ver evolución) | 2022-presente |

## Rivalidades
Los principales rivales futbolísticos de Eslovenia son sus vecinos Croacia. El enfrentamiento entre los dos equipos se conoce como el Derbi de Barrio (esloveno: Sosedski derbi, croata: Susjedski derbi). A marzo de 2022, se han enfrentado doce veces (once partidos oficiales y un partido no oficial). Uno de los partidos más notables entre Eslovenia y Croacia tuvo lugar en 2003, donde los dos equipos se enfrentaron en las eliminatorias de clasificación para la Eurocopa 2004. Después de un empate 1-1 en el primer partido en Zagreb, Eslovenia perdió 1-0 en casa. y no pudo clasificarse para su tercer gran torneo consecutivo. En marzo de 2021, Eslovenia finalmente logró ganar un partido contra Croacia después de no haberlo logrado en los nueve partidos anteriores, ya que ganó 1-0 en casa durante las eliminatorias para la Copa del Mundo del 2022.

## Últimos partidos y próximos encuentros
Actualizado al último partido jugado el 10 de junio de 2025
| Fecha      | Ciudad            | Local      | Resultado      | Visitante     | Competición                     |
| ---------- | ----------------- | ---------- | -------------- | ------------- | ------------------------------- |
| 16-06-2024 | Stuttgart         | Dinamarca  | 1:1            | Eslovenia     | Eurocopa 2024                   |
| 20-06-2024 | Múnich            | Eslovenia  | 1:1            | Serbia        | Eurocopa 2024                   |
| 25-06-2024 | Colonia           | Eslovenia  | 0:0            | Inglaterra    | Eurocopa 2024                   |
| 01-07-2024 | Fráncfort         | Portugal   | 0:0 (3:0 pen.) | Eslovenia     | Eurocopa 2024                   |
| 06-09-2024 | Liubliana         | Eslovenia  | 1:1            | Austria       | Liga de Naciones UEFA 24/25     |
| 09-09-2024 | Liubliana         | Eslovenia  | 3:0            | Kazajistán    | Liga de Naciones UEFA 24/25     |
| 10-10-2024 | Oslo              | Noruega    | 3:0            | Eslovenia     | Liga de Naciones UEFA 24/25     |
| 13-10-2024 | Astaná            | Kazajistán | 0:1            | Eslovenia     | Liga de Naciones UEFA 24/25     |
| 14-11-2024 | Liubliana         | Eslovenia  | 1:4            | Noruega       | Liga de Naciones UEFA 24/25     |
| 17-11-2024 | Viena             | Austria    | 1:1            | Eslovenia     | Liga de Naciones UEFA 24/25     |
| 20-03-2025 | Bratislava        | Eslovaquia | 0:0            | Eslovenia     | Liga de Naciones UEFA 24/25     |
| 23-03-2025 | Liubliana         | Eslovenia  | 1:0            | Eslovaquia    | Liga de Naciones UEFA 24/25     |
| 07-06-2025 | Cd. de Luxemburgo | Luxemburgo | 0:1            | Eslovenia     | Partido amistoso                |
| 10-06-2025 | Liubliana         | Eslovenia  | 2:1            | Bosnia y Hrz. | Partido amistoso                |
| 05-09-2025 | Liubliana         | Eslovenia  | -:-            | Suecia        | Clasificación Copa Mundial 2026 |
| 08-09-2025 | TBD               | Suiza      | -:-            | Eslovenia     | Clasificación Copa Mundial 2026 |

## Estadísticas

### Copa Mundial de Fútbol
| Año   | Ronda               | Posición            | PJ                  | PG                  | PE                  | PP                  | GF                  | GC                  | Dif.                | Goleador                                           |
| ----- | ------------------- | ------------------- | ------------------- | ------------------- | ------------------- | ------------------- | ------------------- | ------------------- | ------------------- | -------------------------------------------------- |
| 1930  | Parte de Yugoslavia | Parte de Yugoslavia | Parte de Yugoslavia | Parte de Yugoslavia | Parte de Yugoslavia | Parte de Yugoslavia | Parte de Yugoslavia | Parte de Yugoslavia | Parte de Yugoslavia | Parte de Yugoslavia                                |
| 1934  | Parte de Yugoslavia | Parte de Yugoslavia | Parte de Yugoslavia | Parte de Yugoslavia | Parte de Yugoslavia | Parte de Yugoslavia | Parte de Yugoslavia | Parte de Yugoslavia | Parte de Yugoslavia | Parte de Yugoslavia                                |
| 1938  | Parte de Yugoslavia | Parte de Yugoslavia | Parte de Yugoslavia | Parte de Yugoslavia | Parte de Yugoslavia | Parte de Yugoslavia | Parte de Yugoslavia | Parte de Yugoslavia | Parte de Yugoslavia | Parte de Yugoslavia                                |
| 1950  | Parte de Yugoslavia | Parte de Yugoslavia | Parte de Yugoslavia | Parte de Yugoslavia | Parte de Yugoslavia | Parte de Yugoslavia | Parte de Yugoslavia | Parte de Yugoslavia | Parte de Yugoslavia | Parte de Yugoslavia                                |
| 1954  | Parte de Yugoslavia | Parte de Yugoslavia | Parte de Yugoslavia | Parte de Yugoslavia | Parte de Yugoslavia | Parte de Yugoslavia | Parte de Yugoslavia | Parte de Yugoslavia | Parte de Yugoslavia | Parte de Yugoslavia                                |
| 1958  | Parte de Yugoslavia | Parte de Yugoslavia | Parte de Yugoslavia | Parte de Yugoslavia | Parte de Yugoslavia | Parte de Yugoslavia | Parte de Yugoslavia | Parte de Yugoslavia | Parte de Yugoslavia | Parte de Yugoslavia                                |
| 1962  | Parte de Yugoslavia | Parte de Yugoslavia | Parte de Yugoslavia | Parte de Yugoslavia | Parte de Yugoslavia | Parte de Yugoslavia | Parte de Yugoslavia | Parte de Yugoslavia | Parte de Yugoslavia | Parte de Yugoslavia                                |
| 1966  | Parte de Yugoslavia | Parte de Yugoslavia | Parte de Yugoslavia | Parte de Yugoslavia | Parte de Yugoslavia | Parte de Yugoslavia | Parte de Yugoslavia | Parte de Yugoslavia | Parte de Yugoslavia | Parte de Yugoslavia                                |
| 1970  | Parte de Yugoslavia | Parte de Yugoslavia | Parte de Yugoslavia | Parte de Yugoslavia | Parte de Yugoslavia | Parte de Yugoslavia | Parte de Yugoslavia | Parte de Yugoslavia | Parte de Yugoslavia | Parte de Yugoslavia                                |
| 1974  | Parte de Yugoslavia | Parte de Yugoslavia | Parte de Yugoslavia | Parte de Yugoslavia | Parte de Yugoslavia | Parte de Yugoslavia | Parte de Yugoslavia | Parte de Yugoslavia | Parte de Yugoslavia | Parte de Yugoslavia                                |
| 1978  | Parte de Yugoslavia | Parte de Yugoslavia | Parte de Yugoslavia | Parte de Yugoslavia | Parte de Yugoslavia | Parte de Yugoslavia | Parte de Yugoslavia | Parte de Yugoslavia | Parte de Yugoslavia | Parte de Yugoslavia                                |
| 1982  | Parte de Yugoslavia | Parte de Yugoslavia | Parte de Yugoslavia | Parte de Yugoslavia | Parte de Yugoslavia | Parte de Yugoslavia | Parte de Yugoslavia | Parte de Yugoslavia | Parte de Yugoslavia | Parte de Yugoslavia                                |
| 1986  | Parte de Yugoslavia | Parte de Yugoslavia | Parte de Yugoslavia | Parte de Yugoslavia | Parte de Yugoslavia | Parte de Yugoslavia | Parte de Yugoslavia | Parte de Yugoslavia | Parte de Yugoslavia | Parte de Yugoslavia                                |
| 1990  | Parte de Yugoslavia | Parte de Yugoslavia | Parte de Yugoslavia | Parte de Yugoslavia | Parte de Yugoslavia | Parte de Yugoslavia | Parte de Yugoslavia | Parte de Yugoslavia | Parte de Yugoslavia | Parte de Yugoslavia                                |
| 1994  | No participó        | No participó        | No participó        | No participó        | No participó        | No participó        | No participó        | No participó        | No participó        | No participó                                       |
| 1998  | No clasificó        | No clasificó        | No clasificó        | No clasificó        | No clasificó        | No clasificó        | No clasificó        | No clasificó        | No clasificó        | No clasificó                                       |
| 2002  | Fase de grupos      | 30.º                | 3                   | 0                   | 0                   | 3                   | 2                   | 7                   | -5                  | Cimirotič y Ačimovič: 1                            |
| 2006  | No clasificó        | No clasificó        | No clasificó        | No clasificó        | No clasificó        | No clasificó        | No clasificó        | No clasificó        | No clasificó        | No clasificó                                       |
| 2010  | Fase de grupos      | 18.º                | 3                   | 1                   | 1                   | 1                   | 3                   | 3                   | 0                   | Koren, Birsa y Ljubijankič: 1                      |
| 2014  | No clasificó        | No clasificó        | No clasificó        | No clasificó        | No clasificó        | No clasificó        | No clasificó        | No clasificó        | No clasificó        | No clasificó                                       |
| 2018  | No clasificó        | No clasificó        | No clasificó        | No clasificó        | No clasificó        | No clasificó        | No clasificó        | No clasificó        | No clasificó        | No clasificó                                       |
| 2022  | No clasificó        | No clasificó        | No clasificó        | No clasificó        | No clasificó        | No clasificó        | No clasificó        | No clasificó        | No clasificó        | No clasificó                                       |
| 2026  | Por disputarse      | Por disputarse      | Por disputarse      | Por disputarse      | Por disputarse      | Por disputarse      | Por disputarse      | Por disputarse      | Por disputarse      | Por disputarse                                     |
| 2030  | Por disputarse      | Por disputarse      | Por disputarse      | Por disputarse      | Por disputarse      | Por disputarse      | Por disputarse      | Por disputarse      | Por disputarse      | Por disputarse                                     |
| 2034  | Por disputarse      | Por disputarse      | Por disputarse      | Por disputarse      | Por disputarse      | Por disputarse      | Por disputarse      | Por disputarse      | Por disputarse      | Por disputarse                                     |
| Total | 2/22                | 56.º                | 6                   | 1                   | 1                   | 4                   | 5                   | 10                  | -5                  | Cimirotič, Ačimovič, Koren, Birsa y Ljubijankič: 1 |

### Eurocopa
| Año   | Ronda               | Posición            | PJ                  | PG                  | PE                  | PP                  | GF                  | GC                  | Dif.                | Goleador             |
| ----- | ------------------- | ------------------- | ------------------- | ------------------- | ------------------- | ------------------- | ------------------- | ------------------- | ------------------- | -------------------- |
| 1960  | Parte de Yugoslavia | Parte de Yugoslavia | Parte de Yugoslavia | Parte de Yugoslavia | Parte de Yugoslavia | Parte de Yugoslavia | Parte de Yugoslavia | Parte de Yugoslavia | Parte de Yugoslavia | Parte de Yugoslavia  |
| 1964  | Parte de Yugoslavia | Parte de Yugoslavia | Parte de Yugoslavia | Parte de Yugoslavia | Parte de Yugoslavia | Parte de Yugoslavia | Parte de Yugoslavia | Parte de Yugoslavia | Parte de Yugoslavia | Parte de Yugoslavia  |
| 1968  | Parte de Yugoslavia | Parte de Yugoslavia | Parte de Yugoslavia | Parte de Yugoslavia | Parte de Yugoslavia | Parte de Yugoslavia | Parte de Yugoslavia | Parte de Yugoslavia | Parte de Yugoslavia | Parte de Yugoslavia  |
| 1972  | Parte de Yugoslavia | Parte de Yugoslavia | Parte de Yugoslavia | Parte de Yugoslavia | Parte de Yugoslavia | Parte de Yugoslavia | Parte de Yugoslavia | Parte de Yugoslavia | Parte de Yugoslavia | Parte de Yugoslavia  |
| 1976  | Parte de Yugoslavia | Parte de Yugoslavia | Parte de Yugoslavia | Parte de Yugoslavia | Parte de Yugoslavia | Parte de Yugoslavia | Parte de Yugoslavia | Parte de Yugoslavia | Parte de Yugoslavia | Parte de Yugoslavia  |
| 1980  | Parte de Yugoslavia | Parte de Yugoslavia | Parte de Yugoslavia | Parte de Yugoslavia | Parte de Yugoslavia | Parte de Yugoslavia | Parte de Yugoslavia | Parte de Yugoslavia | Parte de Yugoslavia | Parte de Yugoslavia  |
| 1984  | Parte de Yugoslavia | Parte de Yugoslavia | Parte de Yugoslavia | Parte de Yugoslavia | Parte de Yugoslavia | Parte de Yugoslavia | Parte de Yugoslavia | Parte de Yugoslavia | Parte de Yugoslavia | Parte de Yugoslavia  |
| 1988  | Parte de Yugoslavia | Parte de Yugoslavia | Parte de Yugoslavia | Parte de Yugoslavia | Parte de Yugoslavia | Parte de Yugoslavia | Parte de Yugoslavia | Parte de Yugoslavia | Parte de Yugoslavia | Parte de Yugoslavia  |
| 1992  | Parte de Yugoslavia | Parte de Yugoslavia | Parte de Yugoslavia | Parte de Yugoslavia | Parte de Yugoslavia | Parte de Yugoslavia | Parte de Yugoslavia | Parte de Yugoslavia | Parte de Yugoslavia | Parte de Yugoslavia  |
| 1996  | No clasificó        | No clasificó        | No clasificó        | No clasificó        | No clasificó        | No clasificó        | No clasificó        | No clasificó        | No clasificó        | No clasificó         |
| 2000  | Fase de grupos      | 13.º                | 3                   | 0                   | 2                   | 1                   | 4                   | 5                   | -1                  | Zlatko Zahovič: 3    |
| 2004  | No clasificó        | No clasificó        | No clasificó        | No clasificó        | No clasificó        | No clasificó        | No clasificó        | No clasificó        | No clasificó        | No clasificó         |
| 2008  | No clasificó        | No clasificó        | No clasificó        | No clasificó        | No clasificó        | No clasificó        | No clasificó        | No clasificó        | No clasificó        | No clasificó         |
| 2012  | No clasificó        | No clasificó        | No clasificó        | No clasificó        | No clasificó        | No clasificó        | No clasificó        | No clasificó        | No clasificó        | No clasificó         |
| 2016  | No clasificó        | No clasificó        | No clasificó        | No clasificó        | No clasificó        | No clasificó        | No clasificó        | No clasificó        | No clasificó        | No clasificó         |
| 2020  | No clasificó        | No clasificó        | No clasificó        | No clasificó        | No clasificó        | No clasificó        | No clasificó        | No clasificó        | No clasificó        | No clasificó         |
| 2024  | Octavos de final    | 10.º                | 4                   | 0                   | 4                   | 0                   | 2                   | 2                   | 0                   | Janža y Karničnik: 1 |
| 2028  | Por definir         | Por definir         | Por definir         | Por definir         | Por definir         | Por definir         | Por definir         | Por definir         | Por definir         | Por definir          |
| Total | 2/17                | 28.º                | 7                   | 0                   | 6                   | 1                   | 6                   | 7                   | -1                  | Zlatko Zahovič: 3    |

### Liga de Naciones de la UEFA
| Liga B       | Liga B       | Liga B       | Liga B       | Liga B    | Liga B    | Liga B    | Liga B    | Liga B    | Liga B    | Liga B    | Liga B            |              | Liga C       | Liga C       | Liga C    | Liga C    | Liga C    | Liga C    | Liga C    | Liga C    | Liga C    | Liga C          | Liga C |
| Edición      | Mov          | Resultado    | Posición     | PJ        | PG        | PE        | PP        | GF        | GC        | Dif       | Goleador          | Mov          | Resultado    | Posición     | PJ        | PG        | PE        | PP        | GF        | GC        | Dif       | Goleador        |        |
| ------------ | ------------ | ------------ | ------------ | --------- | --------- | --------- | --------- | --------- | --------- | --------- | ----------------- | ------------ | ------------ | ------------ | --------- | --------- | --------- | --------- | --------- | --------- | --------- | --------------- | ------ |
| 2018-19      | En Liga C    | En Liga C    | En Liga C    | En Liga C | En Liga C | En Liga C | En Liga C | En Liga C | En Liga C | En Liga C | En Liga C         |              | Cuarto lugar | 38.º         | 6         | 0         | 3         | 3         | 5         | 8         | -3        | Miha Zajc: 2    |        |
| 2020-21      | En Liga C    | En Liga C    | En Liga C    | En Liga C | En Liga C | En Liga C | En Liga C | En Liga C | En Liga C | En Liga C | En Liga C         | Entró        | Primer lugar | 33.º         | 6         | 4         | 2         | 0         | 8         | 1         | 7         | Haris Vučkić: 4 |        |
| 2022-23      |              | Tercer lugar | 25.º         | 6         | 1         | 3         | 2         | 6         | 10        | -4        | Benjamin Šeško: 3 | En Liga B    | En Liga B    | En Liga B    | En Liga B | En Liga B | En Liga B | En Liga B | En Liga B | En Liga B | En Liga B | En Liga B       |        |
| 2024-25      |              |              |              | 7         | 2         | 3         | 2         | 7         | 9         | -2        | Benjamin Šeško: 5 | En Liga B    | En Liga B    | En Liga B    | En Liga B | En Liga B | En Liga B | En Liga B | En Liga B | En Liga B | En Liga B | En Liga B       |        |
| Total Liga B | Total Liga B | Total Liga B | Total Liga B | 13        | 3         | 6         | 4         | 13        | 19        | -6        | Šeško: 8          | Total Liga C | Total Liga C | Total Liga C | 12        | 4         | 5         | 3         | 13        | 9         | 4         | Vučkić: 4       |        |

## Jugadores

### Última convocatoria
Los siguientes jugadores fueron convocados para disputar los partidos contra Eslovaquia correspondientes a la eliminatoria de promoción-descenso de las Ligas B-C de la Liga de Naciones 2024-25 celebrados en marzo de 2025.
| N.º | Nombre               | Posición       | Edad    | PJ | Goles | Equipo                 |
| --- | -------------------- | -------------- | ------- | -- | ----- | ---------------------- |
| 1   | Jan Oblak            | Portero        | 32 años | 76 | 0     | Atlético de Madrid     |
| 12  | Matevž Vidovšek      | Portero        | 25 años | 2  | 0     | NK Olimpija            |
| 16  | Igor Vekić           | Portero        | 27 años | 1  | 0     | Vejle Boldklub         |
|     | Martin Turk          | Portero        | 21 años | 0  | 0     | Ruch Chorzów           |
| 2   | Žan Karničnik        | Defensa        | 30 años | 36 | 2     | NK Celje               |
| 3   | Jure Balkovec        | Defensa        | 30 años | 38 | 0     | Alanyaspor             |
| 6   | Jaka Bijol           | Defensa        | 26 años | 61 | 1     | Udinese                |
| 13  | Erik Janža           | Defensa        | 32 años | 21 | 3     | Górnik Zabrze          |
| 17  | David Zec            | Defensa        | 25 años | 1  | 0     | Holstein Kiel          |
| 19  | Kenan Bajrić         | Defensa        | 30 años | 5  | 0     | ŠK Slovan Bratislava   |
| 20  | Petar Stojanović     | Defensa        | 29 años | 65 | 2     | US Salernitana         |
| 21  | Vanja Drkušić        | Defensa        | 25 años | 19 | 0     | FC Zenit               |
| 23  | David Brekalo        | Defensa        | 26 años | 20 | 1     | Orlando City           |
| 4   | Dejan Petrovič       | Centrocampista | 27 años | 7  | 0     | HNJ Rijeka             |
| 5   | Jon Gorenc Stanković | Centrocampista | 29 años | 31 | 1     | Sturm Graz             |
| 7   | Tamar Svetlin        | Centrocampista | 23 años | 1  | 0     | NK Celje               |
| 8   | Sandi Lovrić         | Centrocampista | 27 años | 40 | 4     | Udinese                |
| 10  | Timi Max Elšnik      | Centrocampista | 27 años | 27 | 1     | Estrella Roja          |
| 14  | Adrian Zeljković     | Centrocampista | 22 años | 3  | 0     | Spartak Trnava         |
| 15  | Tomi Horvat          | Centrocampista | 26 años | 8  | 0     | Sturm Graz             |
| 22  | Adam Gnezda Čerin    | Centrocampista | 25 años | 42 | 6     | Panathinaikos          |
|     | Svit Sešlar          | Centrocampista | 23 años | 1  | 0     | NK Celje               |
| 9   | Blaž Kramer          | Delantero      | 29 años | 8  | 0     | Konyaspor              |
| 11  | Benjamin Šeško       | Delantero      | 22 años | 41 | 16    | RasenBallsport Leipzig |
| 18  | Žan Vipotnik         | Delantero      | 23 años | 17 | 2     | Swansea City           |
|     | Andraž Šporar        | Delantero      | 31 años | 61 | 12    | Alanyaspor             |
| DT  | Matjaž Kek           | Entrenador     | 63 años | 67 |       |                        |

### Mayores participaciones
Actualizado al 16 de junio del 2024.

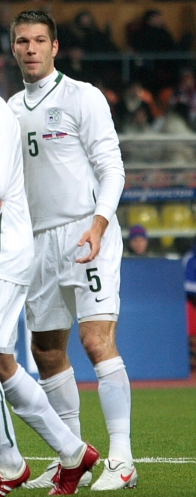
Boštjan Cesar es el jugador con más partidos en la historia de Eslovenia con 101 partidos internacionales.

| #  | Jugador            | Periodo   | Partidos | Goles |
| -- | ------------------ | --------- | -------- | ----- |
| 1  | Boštjan Cesar      | 2003-2018 | 101      | 10    |
| 2  | Bojan Jokić        | 2006-2019 | 100      | 1     |
| 3  | Jasmin Kurtić      | 2012-Act. | 91       | 2     |
| 4  | Valter Birsa       | 2006-2018 | 90       | 7     |
| 5  | Josip Iličić       | 2010-Act. | 81       | 17    |
| 6  | Samir Handanovič   | 2004-2015 | 81       | 0     |
| 7  | Zlatko Zahovic     | 1992-2004 | 80       | 35    |
| 8  | Milivoje Novaković | 2006-2017 | 80       | 32    |
| 9  | Josip Iličić       | 2010-2021 | 79       | 16    |
| 10 | Mišo Brečko        | 2004-2015 | 77       | 0     |

### Máximos goleadores
Actualizado al 15 de junio del 2024.
| #  | Jugador            | Periodo   | Goles | PJ. | Promedio |
| -- | ------------------ | --------- | ----- | --- | -------- |
| 1  | Zlatko Zahovic     | 1992-2004 | 35    | 80  | 0.44     |
| 2  | Milivoje Novakovič | 2006-2017 | 32    | 80  | 0.40     |
| 3  | Josip Iličić       | 2010-act. | 17    | 81  | 0.2      |
| 4  | Sašo Udovič        | 1993-2000 | 16    | 42  | 0.38     |
| 5  | Ermin Šiljak       | 1994-2005 | 14    | 48  | 0.29     |
| 6  | Milenko Acimovic   | 1998-2007 | 13    | 74  | 0.18     |
| 7  | Andraž Šporar      | 2016-Act. | 12    | 53  | 0.20     |
| 8  | Benjamin Šeško     | 2021-Act. | 11    | 29  | 0.38     |
| 9  | Tim Matavž         | 2010-2020 | 11    | 39  | 0.28     |
| 10 | Primož Gliha       | 1992-1998 | 10    | 28  | 0.36     |

## Seleccionadores
Desde 1991, ocho entrenadores han estado a cargo de la selección nacional. Bojan Prašnikar, Srečko Katanec y Matjaž Kek son los únicos tres entrenadores con más de una etapa.
Tomaž Kavčič es el entrenador con el mandato más corto, ya que estuvo a cargo solo siete partidos en 2018 antes de ser despedido. Fue reemplazado por Igor Benedejčič, quien se convirtió en el primer entrenador designado como interino.

### Lista de entrenadores
Estadísticas actualizadas a 20 de noviembre de 2023, tras el partido contra Kazajstán.
| Nombre             | Periodo   | Jugados | Victorias | Empates | Derrotas | Logros                     |
| ------------------ | --------- | ------- | --------- | ------- | -------- | -------------------------- |
| Bojan Prašnikar    | 1991–1993 | 4       | 1         | 2       | 1        | —                          |
| Zdenko Verdenik    | 1994–1997 | 32      | 10        | 8       | 14       | —                          |
| Bojan Prašnikar    | 1998      | 5       | 1         | 1       | 3        | —                          |
| Srečko Katanec     | 1998–2002 | 47      | 18        | 16      | 13       | Eurocopa 2000 Mundial 2002 |
| Bojan Prašnikar    | 2002–2004 | 16      | 6         | 3       | 7        | —                          |
| Branko Oblak       | 2004–2006 | 23      | 6         | 7       | 10       | —                          |
| Matjaž Kek         | 2007–2011 | 49      | 20        | 9       | 20       | Mundial 2010               |
| Slaviša Stojanovič | 2011–2012 | 9       | 2         | 2       | 5        | —                          |
| Srečko Katanec     | 2012–2017 | 42      | 16        | 7       | 19       | —                          |
| Tomaž Kavčič       | 2017–2018 | 7       | 1         | 1       | 5        | —                          |
| Igor Benedejčič    | 2018      | 2       | 0         | 2       | 0        | —                          |
| Matjaž Kek         | 2018–     | 50      | 24        | 14      | 12       | Eurocopa 2024              |